# Gestoppter Prozess
Ein gestoppter Prozess ist in der Wahrscheinlichkeitstheorie ein spezieller stochastischer Prozess, der zu einem gewissen zufälligen Zeitpunkt angehalten wird. Formal geschieht dies durch eine Stoppzeit. Gestoppte Prozesse werden beispielsweise bei der Untersuchung von Spielabbruchstrategien verwendet. Dort entspricht das Stoppen des Prozesses dem Spielabbruch. Eine theoretischere Anwendung finden gestoppte Prozesse bei der Lokalisierung von Prozessklassen, durch die beispielsweise die Martingale um die lokalen Martingale erweitert werden.

## Definition
Gegeben sei ein stochastischer Prozess {\displaystyle X=(X_{t})_{t\in T}} mit höchstens abzählbarer Indexmenge {\displaystyle T} und eine Stoppzeit {\displaystyle \tau } mit Werten in {\displaystyle T}. Dann heißt der Prozess 
{\displaystyle X^{\tau }:=(X_{t\wedge \tau })_{t\in T}=(X_{\min(t,\tau )})_{t\in T}}
der gestoppte Prozess bezüglich {\displaystyle \tau }. Dabei ist
{\displaystyle X_{\min(t,\tau )}\colon \omega \mapsto X_{\min(t,\tau (\omega ))}(\omega )={\begin{cases}X_{t}(\omega )&{\text{wenn }}\tau (\omega )>t,\\X_{\tau (\omega )}(\omega )&{\text{wenn }}\tau (\omega )\leq t.\end{cases}}}
Rein formell wird der Prozess also nicht angehalten, sondern er verändert seinen Wert nach dem Zeitpunkt {\displaystyle \tau } nicht mehr.

## Erläuterung
Ist ein stochastischer Prozess {\displaystyle (X_{n})_{n\in \mathbb {N} }} gegeben, so entsteht der gestoppte Prozess wie folgt:
- Es ist {\displaystyle X_{0}=X_{0}^{\tau }}, da im nullten Zeitschritt ein Anhalten des Prozesses keinen Unterschied macht.
- Im ersten Zeitschritt bleibt der Prozess auf der Menge {\displaystyle \{\tau =0\}} angehalten, verhält sich ansonsten aber wie der ursprüngliche Prozess, es ist also

{\displaystyle X_{1}^{\tau }=X_{1}\mathbf {1} _{\{\tau \geq 1\}}+X_{0}\mathbf {1} _{\{\tau =0\}}}.
- Im zweiten Zeitschritt bleibt der gestoppte Prozess auf der Menge {\displaystyle \{\tau =0\}} weiterhin unverändert, wird aber zusätzlich noch auf der Menge {\displaystyle \{\tau =1\}} angehalten. Somit ist

{\displaystyle X_{2}^{\tau }=X_{2}\mathbf {1} _{\{\tau \geq 2\}}+X_{1}\mathbf {1} _{\{\tau =1\}}+X_{0}\mathbf {1} _{\{\tau =0\}}}.
- Somit ist die n-te Zufallsvariable im gestoppten Prozess gegeben durch

{\displaystyle X_{n}^{\tau }=X_{n}\mathbf {1} _{\{\tau \geq n\}}+\sum _{i=0}^{n-1}X_{i}\mathbf {1} _{\{\tau =i\}}}.
Betrachtet man einen gestoppten Prozess nur auf der Menge {\displaystyle \{\tau =k\}} für ein {\displaystyle k\in \mathbb {N} }, so verhält er sich auf dieser Menge bis zum k-ten Schritt wie der eigentliche Prozess und verändert danach seine Werte nicht mehr.

## Bemerkung
Der gestoppte Prozess {\displaystyle X^{\tau }} sollte nicht mit der „gesampelten“ Zufallsvariable
{\displaystyle X_{\tau }=\sum _{n=0}^{\infty }\mathbf {1} _{\{\tau =n\}}X_{n}}
eines stochastischen Prozesses {\displaystyle (X_{n})_{n\in \mathbb {N} }} verwechselt werden, insbesondere da die Notation in der Literatur nicht eindeutig ist.

## Aussagen über gestoppte Prozesse
Zu den wichtigsten Aussagen über gestoppte Prozesse gehören das Optional Stopping Theorem und das Optional Sampling Theorem. Sie untersuchen, wie sich gestoppte (Sub-/Super-)Martingale verhalten und welche Aussagen man über die Erwartungswerte der gestoppten Prozesse treffen kann.